# SlimPort

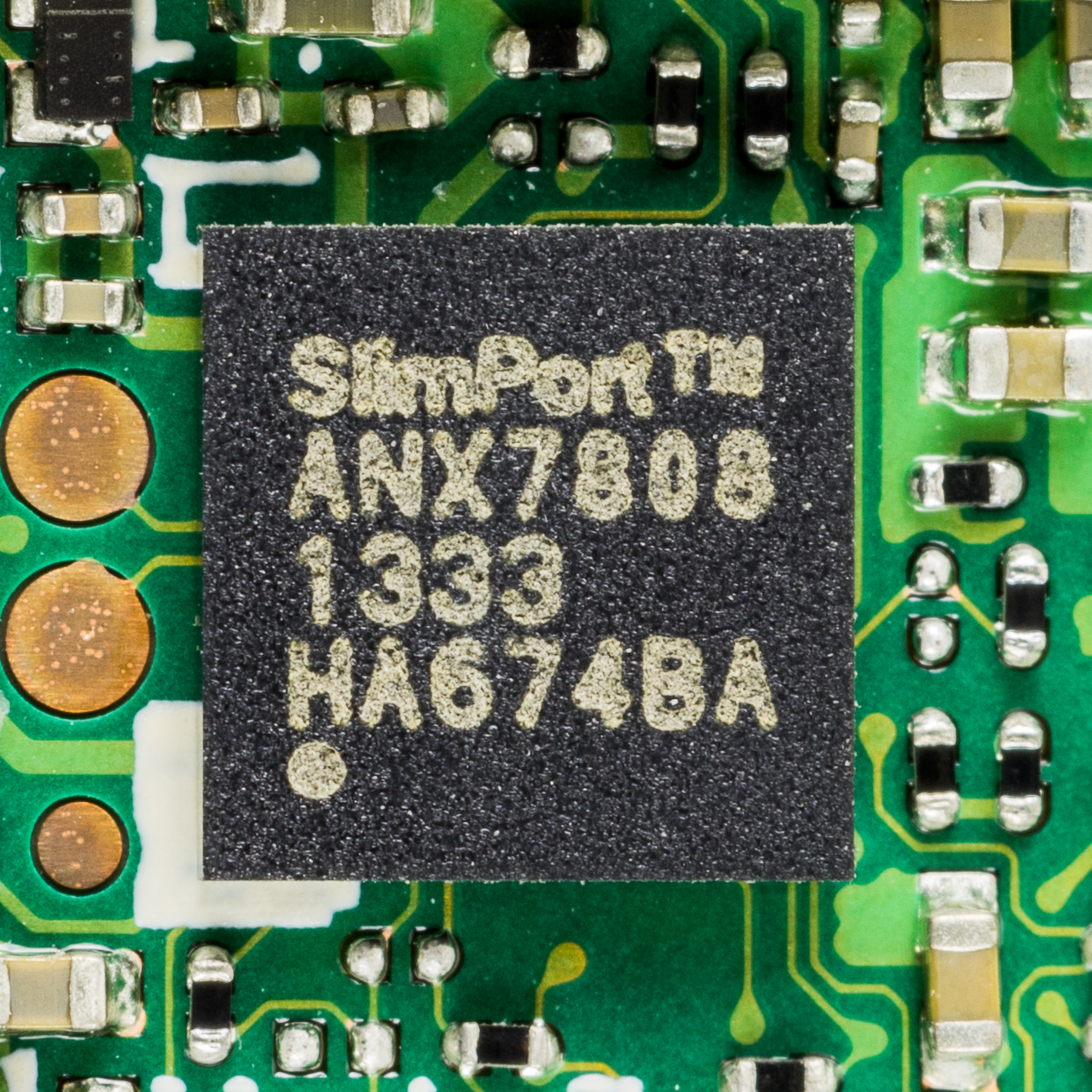
Analogix ANX7808

SlimPort（スリムポート）は、米Analogix Semiconductor社が開発した携帯機器向けの高速映像伝送用のインターフェース規格である。

## 概要
MHLと競合する規格ではあるが、MHLとの大きな違いは電源供給が不要であることと、HDMIの他にVGA・DVI・DisplayPortなどの規格にも対応する。利用するにはSlimPortに対応するHDMI変換アダプタを利用する必要がある点がMHLと似ている。
当初はNexus 4で採用されたが、日本では富士通より発売されているQH-55/Jが対応している。2013年7月にはNexus 7（2013年モデル）が、また2013年11月にはNexus 5が新たに対応した。なおこのうちQH55/JはSlimPortを介する充電には対応していない。
アメリカAnalogix Semiconductor社が発売する対応製品には、給電機能を備えるHDMI変換アダプタタイプ(SP1002)と、HDMIケーブルタイプ(SP1101)、2種類が存在する。